# 足利義尊
足利義尊（日语：／ Ashikaga Yoshitaka，1413年—1442年、應永二十年－嘉吉二年），日本室町時代人物，出身於足利氏一族。

## 生平
義尊為足利尊氏庶子─足利直冬之孫。直冬在南北朝時代曾於中國地方發動反幕府的運動，而義尊可能是其嫡子足利冬氏的長子。「尊」一字，亦被認為是承襲自尊氏之名，反映其家系出自本家嫡流的意識。
嘉吉元年（1441年），赤松滿祐策劃謀殺第6代將軍足利義教，隨後於播磨舉兵反叛。為強化正統性與政治號召力，滿祐擁立義尊為大將，形同另立將軍。
據《東寺執行日記》嘉吉元年七月十八日條記載：「播州において幡を上ぐ、兵衛助殿の御孫、歳二十九、赤松大将に憑と云々」，可知當時在播磨地區高舉兵旗者，為「兵衛助殿」（即足利直冬）之孫，年29歲，被赤松氏奉為大將。若依此推算，義尊應生於應永二十年（1413年）。
按《建內記》嘉吉元年（1441年）七月十七日條與同年八月二十一日條記載，滿祐所推戴的大將，實為足利直冬的後裔，先前以禪僧身份潛伏於播磨一帶。該人早已自稱將軍，自號「伊原御所」，並曾獨立發布公文命令，展現出一定的政治主張與行動力。
嘉吉之亂爆發後，謀殺將軍的滿祐為了迎戰幕府討伐軍，便自京都返回播磨迎立義尊還俗，並據守坂本城以圖抗戰。
然而，據《赤松盛衰記》所載，赤松家臣團對於擁立義尊一事並不熱衷，顯見其內部亦存疑慮與分歧。此外，義尊的兄弟－也是一名禪僧的足利義將，亦曾自備中動身前往播磨支援，但途中遭備中守護細川氏久殺害。
據《赤松盛衰記》記載，義尊自坂本城轉移至東坂本的定額寺後，並未積極參與軍務，反而終日沉溺於宴會、猿樂和連歌會等娛樂活動。然而，義尊仍以自己的花押發出多封催促軍勢的書狀，向各地廣發號召。可對滿祐而言，義尊充其量只是名義上的旗幟人物，其存在之目的係在於擴大聲勢，以爭取更多支持者而已。實際上，滿祐自始便未曾期待義尊能以武將之姿親自率軍上陣。
嘉吉元年（1441年）九月十日，滿祐所據之城山城遭山名宗全率領的幕府軍猛攻，滿祐不敵自盡身亡。按《建內記》同年九月二十五日條記載，義尊在滿祐之子赤松教康及其弟赤松則繁的護送下自城中突圍，乘船逃亡。關於其去向，一時傳聞指出可能逃往伊勢或日向，但最終下落不明，遺體亦未尋獲。甚有傳言稱其在合戰混亂中所乘之船翻覆，溺水身亡。
其後，義尊流亡於各地，行蹤飄忽，據傳其最後選擇重新落髮為僧，回歸僧侶身分。
嘉吉二年（1442年）三月，義尊以僧人身份現身於京都，企圖尋求管領畠山持國的庇護，然持國卻下令家臣將其誅殺。義尊享年30歲。